# Formula di Black e Scholes
La formula di Black e Scholes è l'espressione per il prezzo di non arbitraggio di un'opzione call (put) di tipo europeo, ottenuta sulla base del modello di Black-Merton-Scholes.

## Formule di Black e Scholes
Il prezzo di un'opzione call europea, con scadenza {\displaystyle \ T}, valutata in {\displaystyle \ t}, è dato da:
{\displaystyle \ C(S,t)=S_{t}N(d_{1})-Ke^{-r(T-t)}N(d_{2})}
Per un'opzione put europea, l'espressione corrispondente è:
{\displaystyle \ P(S,t)=Ke^{-r(T-t)}N(-d_{2})-S_{t}N(-d_{1})}
dove:
- {\displaystyle \ S_{t}} è il prezzo del titolo sottostante;
- {\displaystyle \ K} è il prezzo d'esercizio dell'opzione;
- {\displaystyle \ r} è il tasso d'interesse privo di rischio, espresso in base annua;
- {\displaystyle \ N(\cdot )} denota la funzione di ripartizione di una variabile casuale normale;

e:
{\displaystyle \ d_{1}={\frac {\ln {\frac {S_{t}}{K}}+\left(r+{\frac {1}{2}}\sigma ^{2}\right)(T-t)}{\sigma {\sqrt {T-t}}}};\quad d_{2}=d_{1}-\sigma {\sqrt {T-t}}}
{\displaystyle \ \sigma ^{2}} è la varianza percentuale istantanea del logaritmo del prezzo del titolo sottostante, espressa anch'essa su base annua.

## Derivazione delle formule: risk-neutral pricing
Nella prassi, anche accademica, la formula di Feynman-Kac giustifica il ricorso al principio del risk-neutral pricing, che consente di risolvere l'equazione di Black e Scholes, e dunque ottenere le formule, semplicemente calcolando un valore atteso; in quanto segue si illustra il procedimento, con riferimento al problema di determinare il prezzo di un'opzione put (il procedimento è del tutto analogo nel caso, più spesso trattato, di un'opzione call).
In maniera euristica, si può affermare che tale approccio equivale ad assumere che gli operatori del mercato siano neutrali al rischio. Da un punto di vista matematico, il risk-neutral pricing è pienamente giustificato dalla formula di Feynman-Kac, che stabilisce un importante collegamento tra la teoria delle equazioni alle derivate parziali e quella dei processi stocastici.
Punto di partenza di questo approccio è l'ipotesi che, sotto una particolare misura di probabilità, detta neutrale al rischio e in generale diversa da quella fisica, il rendimento atteso del sottostante sia pari al tasso d'interesse non rischioso {\displaystyle \ r}; sulla base del modello di Black e Scholes di moto browniano geometrico, il prezzo del sottostante soddisferà l'equazione differenziale stocastica (SDE):
{\displaystyle \ dS=rSdt+\sigma SdW_{t}}
È chiaro che nella realtà fisica il drift atteso del differenziale di {\displaystyle \ \ln S} non è necessariamente pari a {\displaystyle \ rdt}; tramite il teorema di Girsanov, tuttavia, siamo in grado di passare da un generico drift {\displaystyle \ \mu dt} a quello desiderato, sfruttando il concetto di misura di probabilità neutrale al rischio; in questo modo, l'ipotesi sopra è perfettamente lecita. Si ricorda l'equazione di Black e Scholes, dove {\displaystyle \ P} denota il prezzo dell'opzione put, da determinare:
{\displaystyle \ rS{\frac {\partial P}{\partial S}}+{\frac {\partial P}{\partial t}}+{\frac {1}{2}}\sigma ^{2}S^{2}{\frac {\partial ^{2}P}{\partial S^{2}}}-rP=0}
con condizione al contorno:
{\displaystyle \ P(S_{T},T)=\max(K-S_{T},0)=(K-S_{T})\mathbf {1} _{S_{T}<K}}
dove {\displaystyle \ \mathbf {1} } è la funzione indicatrice. La formula di Feynman-Kac stabilisce che, sotto queste ipotesi e alcune condizioni di regolarità indolori, la soluzione all'equazione è data da:
{\displaystyle \ P(S,t)=e^{-r(T-t)}{\textrm {E}}[(K-S_{T})\mathbf {1} _{S_{T}<K}]}
cioè dal valore atteso, scontato, del payoff futuro (questo risultato è coerente con il teorema fondamentale dell'asset pricing). Sviluppando l'espressione sopra, si ha:
{\displaystyle \ P(S,t)=Ke^{-r(T-t)}{\textrm {E}}[\mathbf {1} _{S_{T}<K}]-e^{-r(T-t)}{\textrm {E}}[S_{T}\mathbf {1} _{S_{T}<K}]=}
{\displaystyle \ =Ke^{-r(T-t)}\Pr(S_{T}<K)-e^{-r(T-t)}{\textrm {E}}[S_{T}\mathbf {1} _{S_{T}<K}]}
Si consideri innanzitutto il primo termine:
{\displaystyle \ \Pr(S_{T}<K)=\Pr \left({\frac {W_{T}-W_{t}}{\sqrt {T-t}}}<-{\frac {\ln {\frac {S_{t}}{K}}+\left(r-{\frac {1}{2}}\sigma ^{2}\right)(T-t)}{\sigma {\sqrt {T-t}}}}\right)=N(-d_{2})}
in base alle proprietà del moto browniano geometrico.
Venendo al secondo termine, giova operare le seguenti manipolazioni:
{\displaystyle \ e^{-r(T-t)}{\textrm {E}}[S_{T}\mathbf {1} _{S_{T}<K}]=e^{-r(T-t)}{\textrm {E}}[S_{T}|S_{T}<K]=}
{\displaystyle =S_{t}\exp \left(-{\frac {1}{2}}\sigma ^{2}(T-t)\right){\textrm {E}}[\exp\{\sigma (W_{T}-W_{t})\}|S_{T}<K]}
Per comodità di notazione, sia {\displaystyle \ Z_{T}=W_{T}-W_{t}\sim N(0,T-t)}; quanto sopra equivale a voler calcolare:
{\displaystyle \ S_{t}e^{-{\frac {\sigma ^{2}}{2}}(T-t)}{\frac {1}{\sqrt {2\pi (T-t)}}}\int _{-\infty }^{-d_{2}}e^{\sigma Z_{T}}e^{-{\frac {1}{2}}\left({\frac {Z_{T}}{\sqrt {T-t}}}\right)^{2}}dZ_{T}}
Completando il quadrato all'interno dell'esponenziale integrando, si ha:
{\displaystyle \ S_{t}e^{-{\frac {\sigma ^{2}}{2}}(T-t)}e^{{\frac {\sigma ^{2}}{2}}(T-t)}{\frac {1}{\sqrt {2\pi (T-t)}}}\int _{-\infty }^{-d_{2}}e^{-{\frac {\left(Z_{T}-\sigma ({T-t})\right)^{2}}{2(T-t)}}}dZ_{T}}
Si operi infine il seguente cambio di variabile; sia: {\displaystyle \ X_{T}=Z_{T}-\sigma {\sqrt {T-t}}\sim N(0,T-t)}; dunque {\displaystyle \ dX_{T}=dZ_{T}}, e l'estremo d'integrazione superiore diviene {\displaystyle \ -d_{1}}; l'espressione da calcolare risulta:
{\displaystyle \ S_{t}{\frac {1}{\sqrt {2\pi (T-t)}}}\int _{-\infty }^{-d_{1}}\exp \left\{-{\frac {1}{2}}{\frac {X_{T}^{2}}{T-t}}\right\}dX_{T}}
in cui si riconosce agevolmente la funzione di ripartizione di una variabile casuale normale; dunque quanto sopra è uguale a:
{\displaystyle \ S_{t}N(-d_{1})}
e la formula di Black e Scholes per il prezzo di un'opzione put europea risulta dimostrata.

## Altre derivazioni
Nel loro articolo originale, Black e Scholes risolvono l'equazione che porta il loro nome per il caso di un'opzione call di tipo europeo utilizzando il metodo della separazione delle variabili, un metodo standard per la soluzione di equazioni alle derivate parziali. Un approccio molto elegante, che ricalca quello esposto sopra ma consente di ridurre notevolmente lo sforzo algebrico, è quello del cambiamento di misura o cambiamento del numerario, apparentemente proposto per la prima volta da Margrabe (1978); tale approccio richiede dimestichezza con il teorema di Girsanov, ed è al di là degli scopi di questo articolo.

## Estensioni
Le formule sopra presentate sono relative a opzioni di tipo europeo, su titoli che non pagano dividendi. L'estensione al caso di un titolo che paga dividendi è immediata; si consideri ad esempio il caso di un titolo che paga dividendi in tempo continuo (per opzioni su indici azionari, che comprendono azioni di numerose imprese che pagano dividendi in diversi momenti nell'anno, tale ipotesi non è lontana dalla realtà), formulando il seguente modello per l'ammontare di dividendo pagato su un intervallo di tempo infinitesimale {\displaystyle \ [t,t+dt]}:
{\displaystyle \ qS_{t}dt}
dove {\displaystyle \ q} è una costante reale, e indica il tasso istantaneo di dividendo. Sulla base di questa formulazione, tramite un procedimento standard è possibile mostrare che il prezzo di non arbitraggio di un'opzione call sotto le ipotesi di Black e Scholes è:
{\displaystyle \ C(S,t)=e^{-q(T-t)}S_{t}N({\tilde {d}}_{1})-e^{-r(T-t)}KN({\tilde {d}}_{2})}
dove:
{\displaystyle \ {\tilde {d}}_{1}={\frac {\ln {\frac {S_{t}}{K}}+\left(r-q+{\frac {1}{2}}\sigma ^{2}\right)(T-t)}{\sigma {\sqrt {T-t}}}};\quad {\tilde {d}}_{2}={\tilde {d}}_{1}-\sigma {\sqrt {T-t}}}
Un'espressione del tutto analoga si ha per il caso di un'opzione put.
Un caso a parte è rappresentato dal cosiddetto modello di Black per il prezzo di opzioni su futures, spesso utilizzato nell'analisi dei derivati sui tassi d'interesse.

### Contributi storici
- Black, F. e Scholes, M. (1973), The Pricing of Options and Corporate Liabilities, Journal of Political Economy 81, 637-654;
- Margrabe, W. (1978), The Value of an Option to Exchange One Asset for Another, Journal of Finance 33(1), 177-186;
- Merton, R. (1973), Theory of Rational Option Pricing, Bell Journal of Economics and Management Science 4(1), 141-183.

### Manualistica
- Hull, J.C. (2000), Options, Futures and Other Derivatives, Prentice-Hall, ISBN 0-13-022444-8; il testo introduttivo alla teoria degli strumenti derivati di riferimento, di livello universitario pre-dottorato (in inglese);
- Hull, J.C. (2003), Opzioni, Futures e Altri Derivati, Il Sole 24Ore Libri, (edizione italiana del volume).
- Emanuele Campeotto, I numeri della finanza, 2024.